# Taudactylus
Taudactylus es un género de anfibios anuros de la familia Myobatrachidae que se encuentra al este de Australia. 

## Especies
Se reconocen las 14 especies siguientes según ASW:
- Taudactylus acutirostris (Andersson, 1916)
- Taudactylus diurnus Straughan & Lee, 1966 -extinta-
- Taudactylus eungellensis Liem & Hosmer, 1973 posiblemente extinta
- Taudactylus liemi Ingram, 1980
- Taudactylus pleione Czechura, 1986
- Taudactylus rheophilus Liem & Hosmer, 1973